# لئو دی ملانی
لئو دی مالنی (انگلیسی: Leo D. Maloney؛ ۱۸ اوت ۱۸۸۸ – ۲ نوامبر  ۱۹۲۹ (۴۳−۴۴ سال)) یک هنرپیشه، و کارگردان اهل ایالات متحده آمریکا بود.